# Nathanael-Kirche (Berlin)

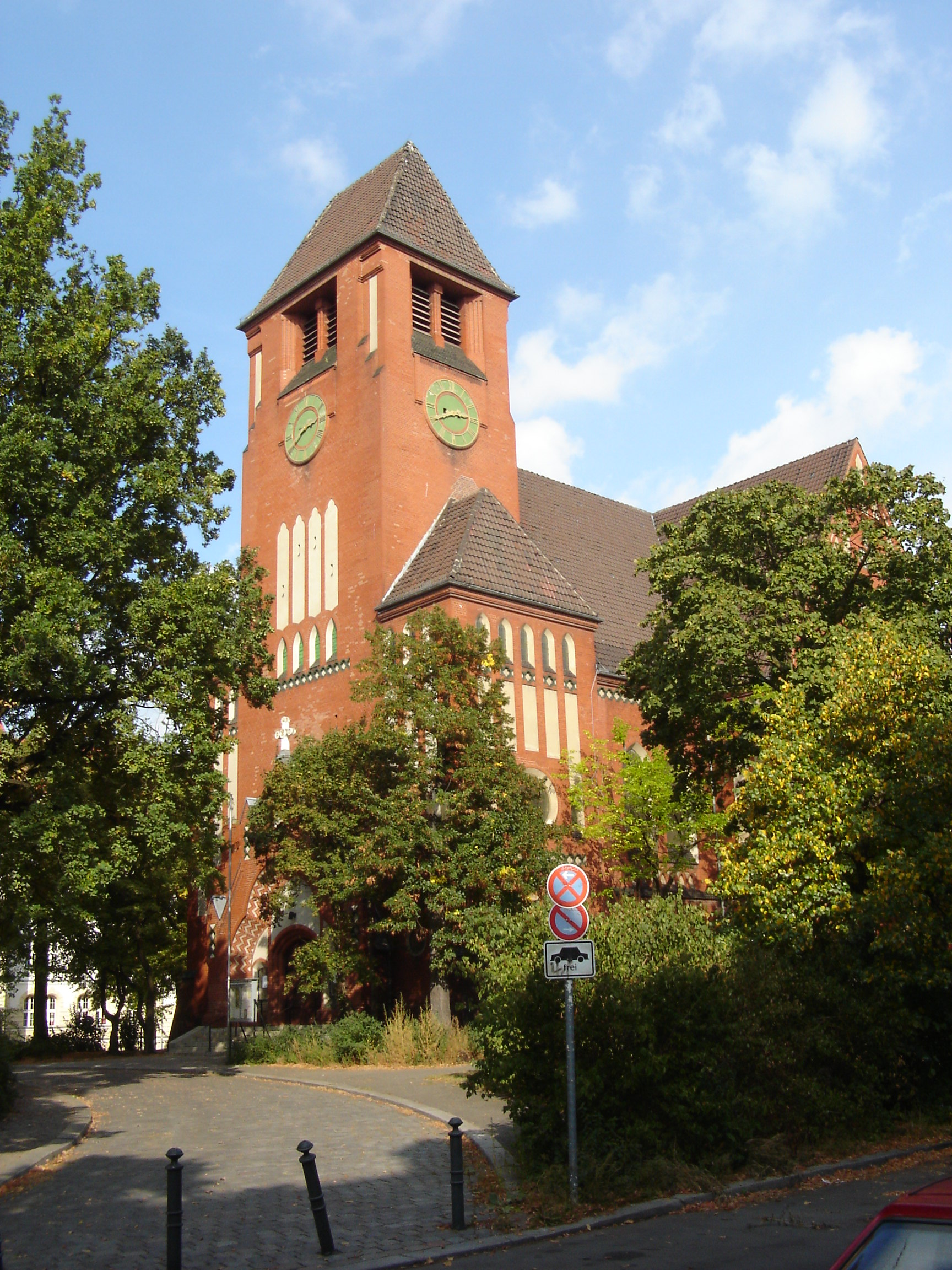
Nathanael-Kirche

Die unter Denkmalschutz stehende Nathanael-Kirche befindet sich am Grazer Platz im Berliner Ortsteil Schöneberg im Bezirk Tempelhof-Schöneberg. Die Kirche, ein Backsteinbau, deren Form in norddeutscher, neogotischer Stilfassung ausgeprägt ist, entstand nach einem Entwurf von Jürgen Kröger. An der Einweihung am 31. Oktober 1903 nahm der Kronprinz des Deutschen Reiches, Wilhelm von Preußen, teil. Zur selben Zeit wurde die Nathanael-Gemeinde selbstständig und aus der Kirchengemeinde Schöneberg ausgepfarrt.

## Geschichte

### Vorgeschichte; eine erste Kirche wird notwendig
Begünstigt durch die planmäßige Erschließung eines Bauvereins und einer gemeinnützigen Gesellschaft wuchs die nahegelegene Landhauskolonie Friedenau bis zum Jahr 1885 auf über 2.000 Einwohner, 1919 waren es 43.000. Friedenau gehörte zur Pfarrei der Friedrichswerderschen Kirche, die 1894 über 100.000 Gemeindeglieder zählte. Um dem Mangel an einer angemessenen kirchlichen Seelsorge abzuhelfen, wurde im gleichen Jahr eine Tochtergemeinde gegründet, für die mit Unterstützung Kaiser Wilhelm II. die „Kaiserkirche“, die heutige Apostel-Paulus-Kirche, mit 1500 Sitzplätzen errichtet wurde.
Der Hilfsgeistliche aus der Alt-Schöneberger Pfarrei, der vom Berliner Konsistorium den Auftrag erhielt, eine neue Gemeinde in Friedenau um sich zu sammeln, konnte in der Cranachstraße in einer Ladenwohnung Räume herrichten, in denen am 31. März 1899 der erste Gottesdienst abgehalten wurde. Bald reichten die Räume in der Cranachstraße nicht mehr aus. Beim Verkauf ihrer Äcker im Ortsteil Friedenau behielt sich die Parochie Alt-Schöneberg einen Bauplatz für eine künftige Kirche vor.

### Eine zweite Kirche entsteht

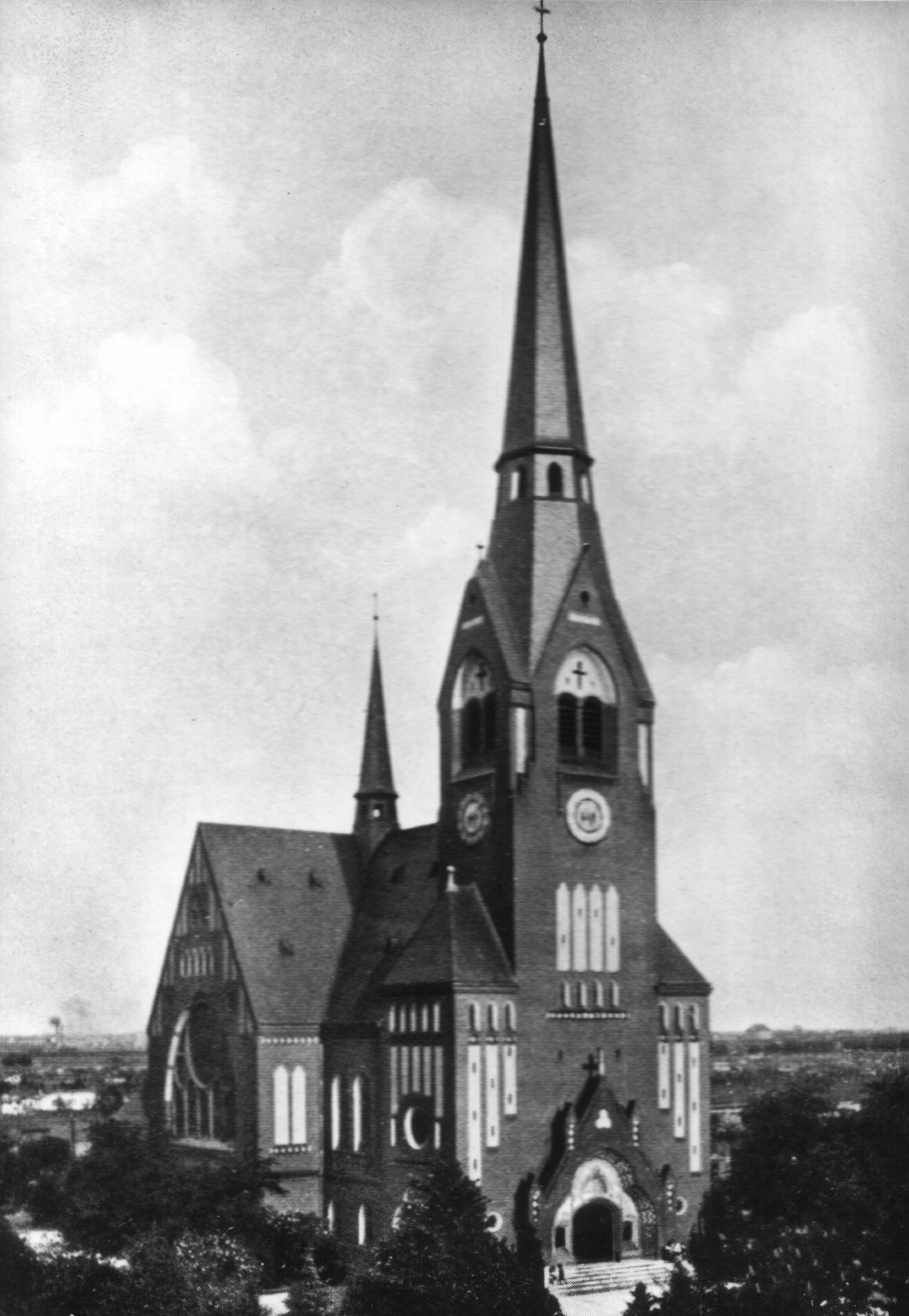
Nathanael-Kirche, 1903

Die Berliner Stadtsynode bewilligte ab 1901 in Raten insgesamt 250.000 Mark (kaufkraftbereinigt heute: rund 2,1 Millionen Euro) für den Bau einer weiteren Kirche. An der Entstehung der Nathanael-Kirche war Kaiserin Auguste Viktoria maßgeblich beteiligt, die das Patronat über den am 2. Mai 1890 gegründeten Berliner Evangelischen Kirchenbauverein zur Förderung des Kirchenbaus und von Gemeindegründungen übernommen hatte. Sie hatte auch bei dieser Kirche Rechte und Pflichten des Patronats übernommen, weil die 7000 Gemeindemitglieder in der Landhauskolonie Friedenau eine Kirche benötigten. Ihr Oberhofmeister Ernst von Mirbach war Mitglied der Baukommission. Der Architekt Jürgen Kröger, aus dessen Architekturbüro viele Entwürfe für Kirchen in der Art märkischer Backsteingotik mit romanischen oder gotischen Stilformen hervorgingen, erhielt für seinen Entwurf Centralbau nach einer Ausschreibung den ersten Preis. Diese Pläne wurden realisiert.
Die Kirche ist Nathanael geweiht, einem Jünger Jesu Christi, der oft mit dem Apostel Bartholomäus gleichgesetzt wird. Ihm wird nachgesagt, dass er den Weg vom gläubigen Judentum zum Glauben an Jesus symbolisiere. Am 22. Mai des Jahres 1902 erfolgte der erste Spatenstich. Im November des Jahres 1902 wurde Richtfest gefeiert. Die Kirche erhielt Sitzplätze für 1.050 Gläubige, obwohl sie damals noch am Rande des Siedlungsgebietes lag. Es bestand aber die Hoffnung, dass rund um die Kirche viele Wohnungen entstehen werden. Bereits 1925 zählten zur Gemeinde 28.000 Mitglieder, die von drei Pfarrern betreut wurden.
Im Juli 1903 wurden die drei vom Bochumer Verein gegossenen Gussstahlglocken hochgezogen und in der Glockenstube installiert. Ihre Herstellung – samt Klöppel, Achsen, Lager und Läutehebel – kostete 5308 Mark.
| Glocke | Schlagton | Gewicht (kg) | Durchmesser (mm) | Höhe (mm) | Inschrift |
| ------ | --------- | ------------ | ---------------- | --------- | --- |
| 1.     | c1        | 1953         | 1673             | 130       | FREUDE DIESER STADT BEDEUTE, FRIEDE SEI IHR ERST GELÄUTE!. |
| 2.     | es1       | 1285         | 1430             | 125       | ZUR EINTRACHT, ZU HERZINNIGEM VEREINE, VERSAMMLE SIE DIE LIEBENDE GEMEINDE! EIN HERR EIN GLAUBE, EINE TAUFE, EIN GOTT UND VATER UNSER ALLER. EPHESER 4,5                                    |
| 3.     | ges1      | 0829         | 1260             | 109       | NOCH KÖSTLICHEREN SAMEN BERGEN, WIR TRAUERND IN DER ERDE SCHOSS, UND HOFFEN, DASS ER AUS DEN SÄRGEN, ERBLÜHEN SOLL ZU SCHÖNEREM LOS. ICH BIN DIE AUFERSTEHUNG UND DAS LEBEN. EV. JOH. 11,25 |

Sie wurden in beiden Weltkriegen nicht für die Herstellung von Geschossen eingeschmolzen.
Bei Luftangriffen der Alliierten vernichteten Brandbomben am 15. Februar 1944 das Dach über dem Kirchenschiff, am 20. März 1944 die Turmspitze. Herabstürzende Trümmer brachten das Feuer im Inneren der Kirche zum Erlöschen. Die Kirche sah zwar äußerlich mitgenommen aus, aber die Innenausstattung war relativ gut erhalten. Erst nach Ende des Krieges wurden aus dem Kircheninneren die Kirchenbänke, der Holzfußboden sowie die Deckenbalken und Dachsparren entwendet, ebenso jegliches Metall, das sich noch verwerten ließ. Weil in der Nachkriegssituation an einen Wiederaufbau der Kirche zunächst nicht zu denken war, wurde das ebenfalls beschädigte Gemeindehaus wieder instand gesetzt, um dort Gottesdienste feiern zu können. Am 12. April 1950 wurde der Kirchsaal neu geweiht. Ende Januar 1954 begann der Wiederaufbau der Kirche: zunächst wurden das Kirchenschiff und die Anbauten an der rechten Seite des Chores wiederhergestellt. Im Sommer 1954 erfolgte die Restaurierung der äußeren Fassade des Turmes. Wegen des stetig zunehmenden Flugverkehrs galten für die Höhe von Kirchtürmen in Berlin neue Bestimmungen, sodass der Turm nicht wieder seine alte Gestalt und Höhe erhielt. 1955 wurde das Kircheninnere renoviert und neu ausgestattet. Auch die Turmuhr konnte renoviert werden. Insgesamt wurden rund 460.000 Mark (heute: rund 1.405.000 Euro) für den Wiederaufbau ausgegeben. Die Wiedereinweihung der Nathanael-Kirche mit nunmehr 700 Sitzplätzen fand am 23. Oktober 1955 statt.

## Gebäude

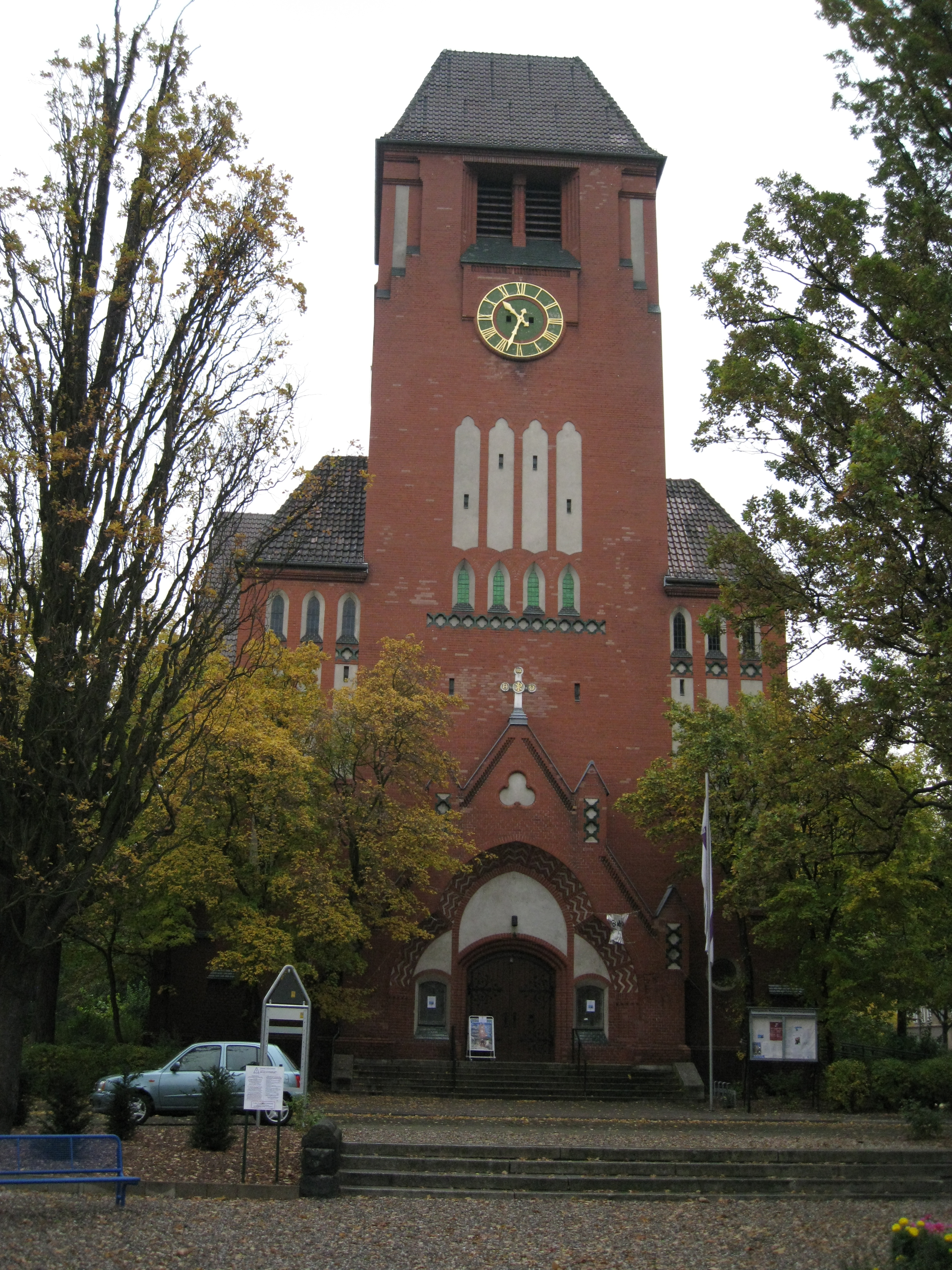
Portal

Die Baukommission hatte sich bei der Nathanael-Kirche für den Entwurf einer roten Backsteinkirche im gotischen Stil entschieden. Sie entsprach damit den Empfehlungen des 1861 verabschiedeten Eisenacher Regulativs, das die Gemeinden verpflichtete, sich um der Würde des Kirchbaues willen vorzugsweise an den romanischen oder gotischen Stil zu halten, der als Träger altdeutscher und patriotischer Gesinnung galt. Die Kirche wurde nach Osten gen Jerusalem ausgerichtet, wie es der geschichtlichen Tradition der frühchristlichen Basilika entsprach. Der Zentralbau ist ein Längsbau mit breitem einschiffigen Langhaus, kurzem hochgiebligen Querschiff und polygonalem Chor. Das Dach über der Vierung wurde durch einen spitzen, hochragenden Dachreiter bekrönt. Der Mauerwerksbau ist mit hellroten Ziegeln und einzelnen grünen Glasursteinen verblendet, der Sockel mit braunroten Klinkern. Die Wandflächen werden durch Putzblenden aufgelockert. Die Giebel des Querschiffs haben breite Spitzbogenfenster. Der Chor hat Anbauten in der Art eines Kapellenkranzes, die unter anderem die Sakristei beherbergen.
Der Westfront des querrechteckigen Turms, flankiert von Anbauten für die Treppenhäuser und zu den Emporen, ist ein Portal vorgelagert, dessen Wimperg zinnengekrönt ist und an der Spitze ein Kreuz trägt. Das Bogenfeld über dem Eingangsportal zierte ursprünglich ein buntes Christus-Gemälde. Über den großen Schallöffnungen des Glockengeschosses mit einem Dreiecksgiebel, erhob sich ein achtseitiger, spitzer Helm, der auf halber Höhe von spitzbogigen Öffnungen durchbrochen wurde.
Der Bau ist nach den schweren Zerstörungen des Zweiten Weltkriegs in der äußeren Form etwas vereinfacht wiederhergestellt worden. Der Turm trägt nun über dem Glockengeschoss ein schlichtes Walmdach. Der Dachreiter über der Vierung wurde nicht wiederhergestellt. Die Turmhöhe wird nun mit 38 Metern angegeben.

## Inneres

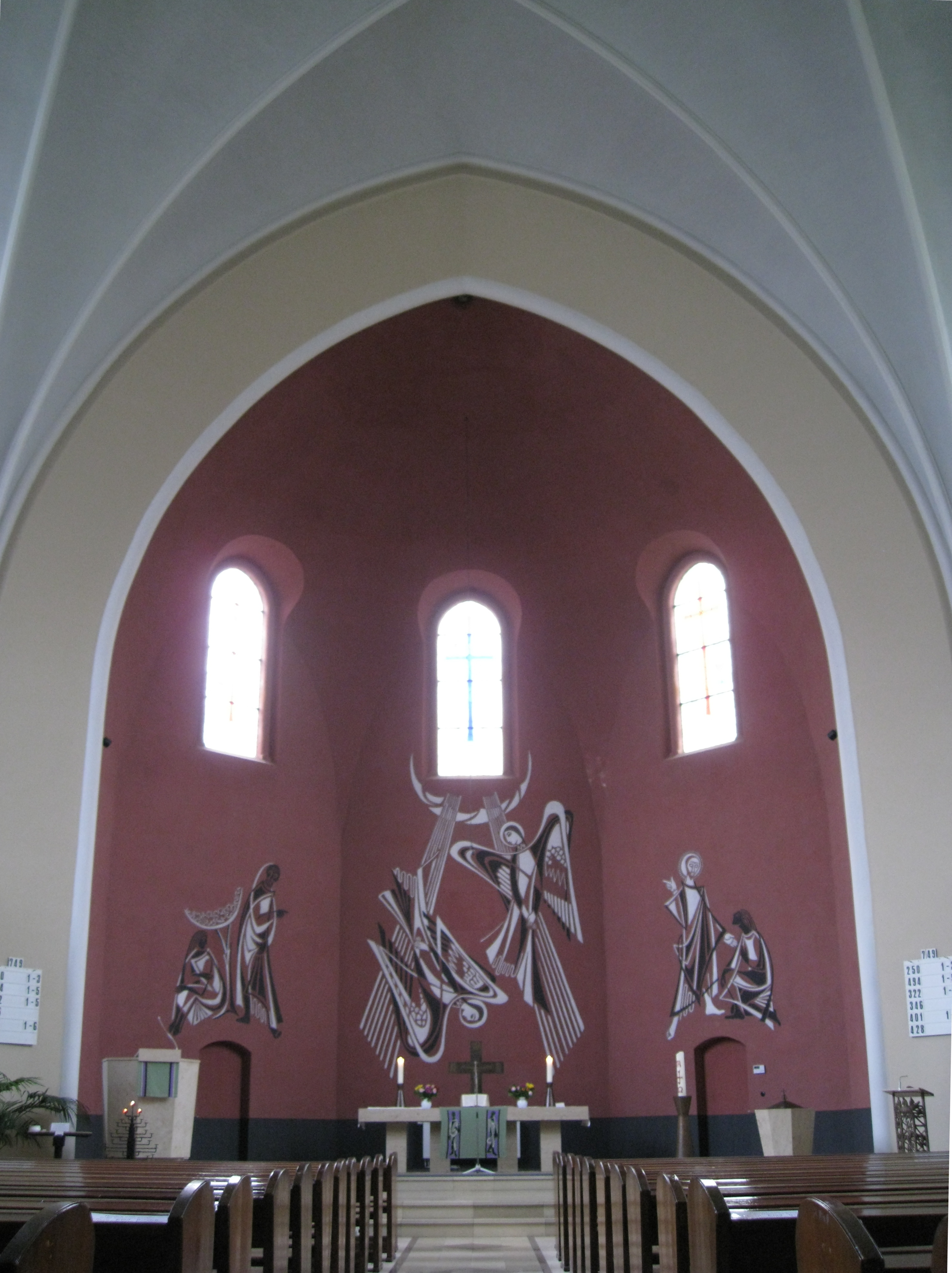
Apsis

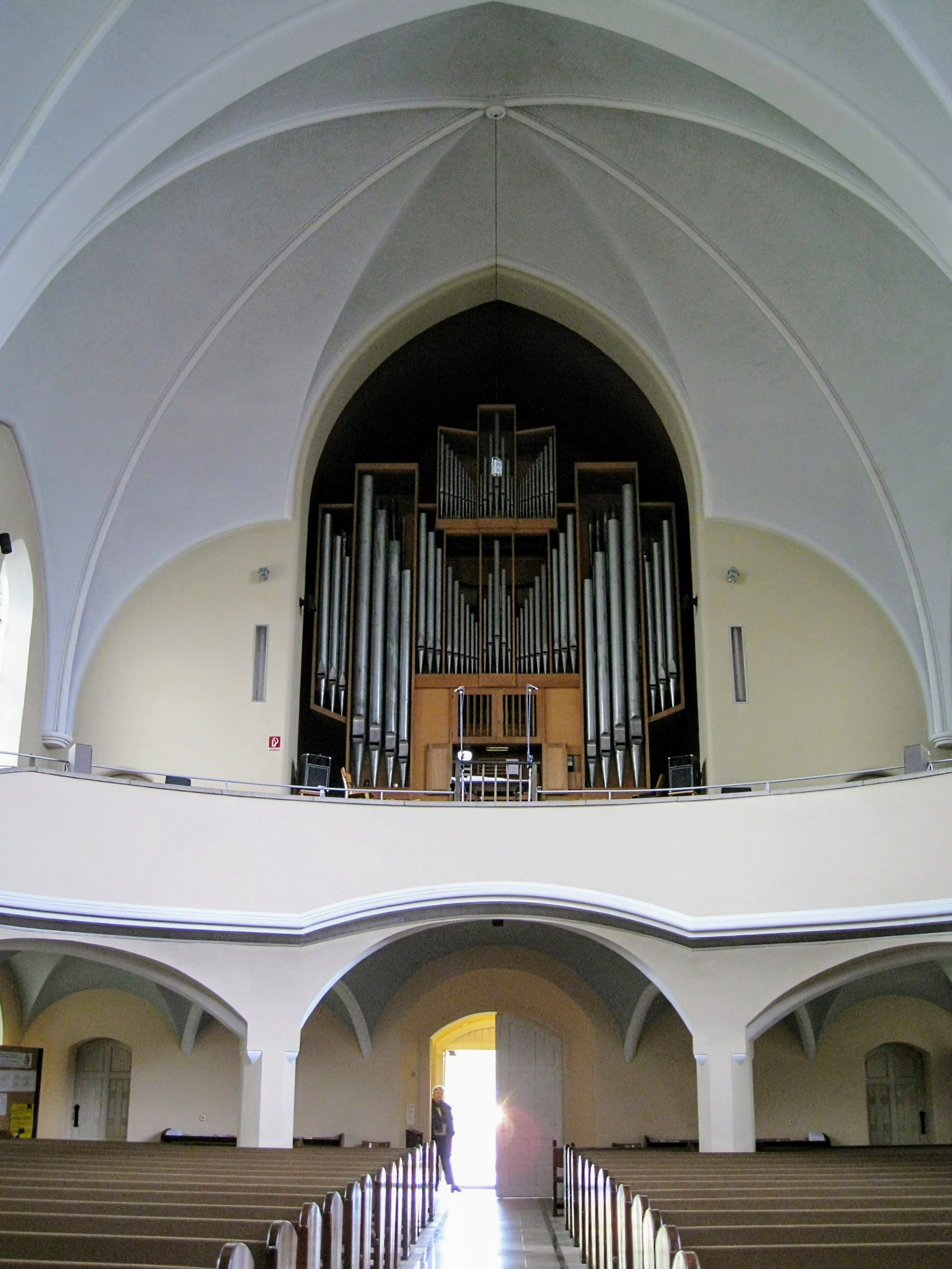
Orgel

Der Innenraum hat eine dreiseitige Empore. Alle drei Farbfenster des Chores wurden von Fritz Geiges entworfen. Die Formgebung seiner Glasgemälde folgte dem Stil des 15. und 16. Jahrhunderts. Die von ihm ausgeführten Themen sind nicht mehr bekannt. Die meisten Wände im Inneren der Kirche, vor allem der Chor, waren bunt ausgemalt. Von der ursprünglichen Ausstattung ist nichts mehr erhalten.
Der Gemeindekirchenrat entschied, dass bei der Renovierung das Innere der Kirche schlicht und hell gestaltet wird. Die Fenster sollten mehr Licht in das Kircheninnere bringen als vor der Zerstörung. Die Entwürfe für die beiden großen Fenster an der Längsseite im Kirchenschiff und die drei Fenster im Altarraum und das Sgraffito in der Apsis aus dem Jahr 1957 stammen von Florian Breuer. Darüber hinaus hat Florian Breuer noch sechs andere Fenster in der Kirche gestaltet: fünf in der Kapelle hinter dem Altarraum und eines in der Sakristei.
Bis 1944 besaß die Nathanael-Gemeinde eine Sauer-Orgel mit zwei Manualen. Am 30. November 1958 wurde die neue Schuke-Orgel eingeweiht. Sie besitzt eine mechanische Spieltraktur und eine elektrische Registertraktur. 1989 wurde die Orgel überholt und mit einem zusätzlichen Register versehen. Sie hat nun 32 Register auf drei Manualen und Pedal.